# Yuya Osako
Yuya Osako (大迫 勇也 Ōsako Yūya?), född 18 maj 1990, är en japansk fotbollsspelare som spelar för Vissel Kobe.
Han var med i Japans trupper vid fotbolls-VM 2014 och fotbolls-VM 2018.

## Karriär
I augusti 2021 återvände Osako till Japan och skrev då på för Vissel Kobe.